# Anathallis petropolitana
Anathallis petropolitana là một loài thực vật có hoa trong họ Lan. Loài này được (Hoehne) Luer & Toscano mô tả khoa học đầu tiên năm 2009.